# Kastriot Imeri
Kastriot Imeri (* 27. Juni 2000 in Genf) ist ein Schweizer Fussballspieler, der beim Super-League-Verein BSC Young Boys unter Vertrag steht und aktuell an den FC Thun ausgeliehen ist. Der Mittelfeldspieler ist seit 2020 Schweizer U21-Nationalspieler und seit 2021 Nationalspieler.

## Karriere

### Vereine
Der in Genf geborene Kastriot Imeri, Sohn kosovarischer Eltern, begann seine fussballerische Ausbildung im Jahr 2007 beim FC Meyrin. Im Juli 2013 wechselte er in die Jugendabteilung des Servette FC, wo er in der Saison 2015/16 erstmals in der U18-Mannschaft spielte. In der Spielzeit 2016/17 war er dort bereits Stammspieler und kam in 23 Ligaspielen zum Einsatz, in denen er drei Tore erzielte. Für den letzten Spieltag (3. Juni 2017) wurde er in die erste Mannschaft, welche in der zweitklassigen Challenge League spielte, beordert und wurde beim 1:0-Auswärtssieg gegen den FC Le Mont-sur-Lausanne in der 80. Spielminute für Fabry Castro eingewechselt.
In der nächsten Saison 2017/18 stieg er zum Stammspieler im Mittelfeld Servettes auf. Am 13. Dezember 2017 unterzeichnete er einen neuen Vertrag bis 2021. Sein erstes Tor erzielte er am 12. August 2017 beim 6:0-Cupsieg gegen den FC Altdorf. In der Liga traf er erstmals am 24. Februar 2018 (22. Spieltag) beim 4:0-Heimsieg gegen den FC Aarau. In dieser Spielzeit absolvierte er 26 Ligaspiele, in denen er ein Tor erzielte.
In der nächsten Saison 2018/19 fiel er aus der Startformation und wurde als Einwechselspieler eingesetzt. In dieser Rolle wusste er jedoch zu überzeugen und bestritt deshalb beinahe jedes Ligaspiel. Er absolvierte 29 Ligaspiele, in denen er drei Mal treffen konnte. Mit den Grenats gewann er die Meisterschaft, was dem Verein den Aufstieg in die höchste Schweizer Spielklasse garantierte.
Auch in der Super League wurde er in der Saison 2019/20 hauptsächlich als Joker eingesetzt. Am 23. Februar (23. Spieltag) erzielte er beim 2:2-Unentschieden gegen den FC Basel per Elfmeter sein erstes Tor in der Super League. 2020/21 kam er ebenfalls regelmässig zum Einsatz, wobei er nur selten über die volle Spielzeit auf dem Platz stand.
Seit August 2022 steht Imeri beim schweizerischen Super-Ligisten BSC Young Boys unter Vertrag. Die Vertragslaufzeit ist vier Jahre. Im August 2025 wurde er an den FC Thun ausgeliehen.

### Nationalmannschaften
Im Mai 2016 bestritt Kastriot Imeri drei freundschaftliche Länderspiele für die Schweizer U16-Nationalmannschaft. Von September 2016 bis Mai 2017 war er fünf Mal für die U17 im Einsatz. Im Oktober 2017 und Mai 2018 absolvierte er jeweils ein Testspiel für die U18. Anschliessend wurde er zwischen September 2018 und Mai 2019 in sechs Länderspielen der U19 eingesetzt, in denen ihm ein Tor gelang. Im September und Oktober 2019 spielte er insgesamt dreimal für die Schweizer U20-Auswahl. Seit September 2020 ist er Schweizer U21-Nationalspieler. Im März 2021 nahm er mit der U21 an der Gruppenphase der U21-Europameisterschaft teil.
Am 12. November 2021 gab er beim 1:1-Remis in der WM-Qualifikation gegen Italien sein Debüt für das A-Nationalteam, als er in der 69. Minute für Renato Steffen eingewechselt wurde. Im darauffolgenden Spiel gegen Bulgarien vom 15. November 2021 (4:0-Sieg) war er noch Ersatzspieler, wurde aber nicht eingewechselt, während er für die weiteren Testspiele, Spiele der UEFA Nations League, der WM-Endrunde und der EM-Qualifikation bis zum März 2023 kein Aufgebot mehr erhielt.

## Erfolge
Servette FC
- Challenge League: 2018/19

BSC Young Boys
- Schweizer Meister 2023
- Schweizer Cupsieger 2023